# アウトサイダー・アート

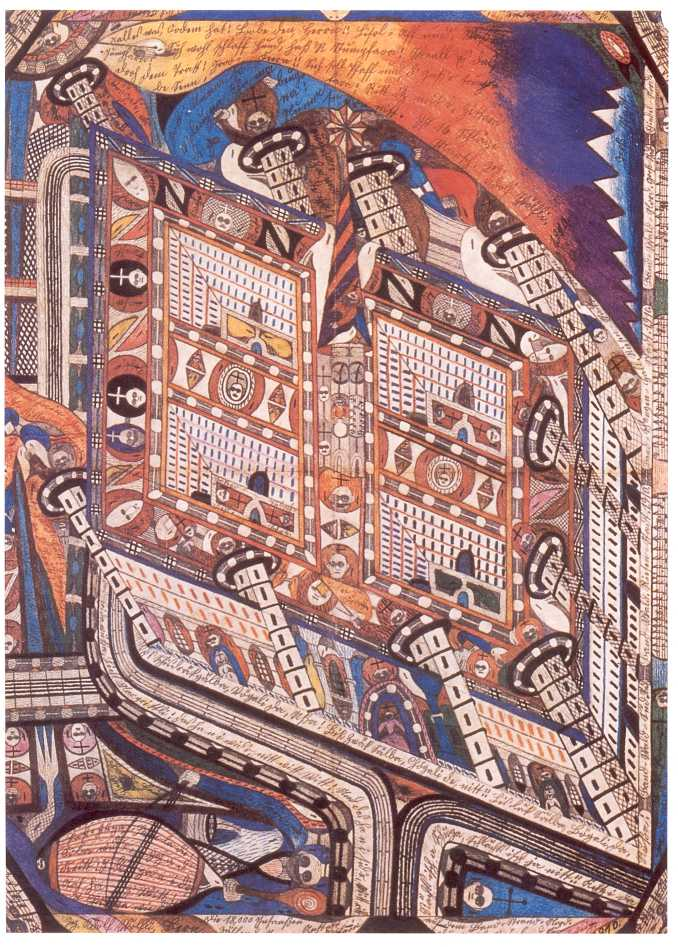
『Irren-Anstalt Band-Hain』（アドルフ・ヴェルフリ画、1910年）

アウトサイダー・アート（英: outsider art）とは、西洋の正規の芸術の美術教育訓練を受けていない者の制作した作品であるが、ここではアートとして扱われているものを指す。
フランスの画家ジャン・デュビュッフェが1945年にアール・ブリュット（生の芸術、フランス語: art brut）と呼んだ強迫的幻視者や精神障害者の作品は、1967年にパリ装飾美術館にて初めて展示され公的に認知された。
1972年にイギリスのロジャー・カーディナルがアウトサイダー・アートという言葉を用いて、精神障害者以外にも主流の外側で制作する人々を含め、その概念を拡張した。プリミティブ・アートや、民族芸術、心霊術者の作品も含まれるようになった。
1990年にはオーストリアの精神病院内にあるグギング芸術家の家の芸術家が国家芸術賞を受賞した。また、モーリス・タックマンが企画し1992年よりアメリカ、日本など4か国を巡回した「パラレル・ヴィジョン」展を通じて、アウトサイダー・アートの認識は広まってきた。2010年代には、日本のアウトサイダー・アートとして障害者の芸術が海外で展示され好評を得て、日本でもその認識は高まっている。

## 概念や背景とその展開

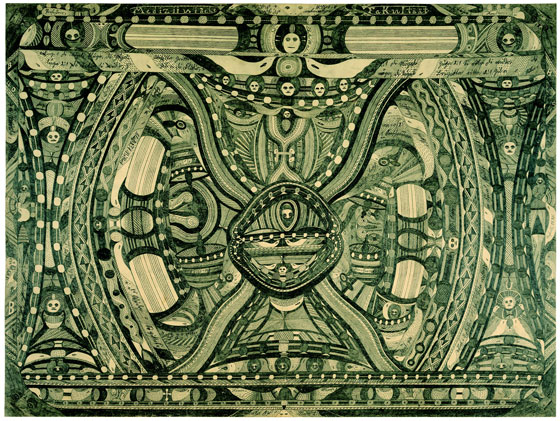
統合失調症であったアドルフ・ヴェルフリの1905年の作品。読み書きはできず芸術の経験もなかったが、1899年には自発的に絵を描きはじめ、1904年には十分な芸術スタイルを確立したが、初期の作品は発症に伴う幻視の開始の段階にみられるとされる、幾何学模様、らせん、トンネル、網目模様、同心円といったパターンとの関連が強くみられる。

### 「アール・ブリュット」概念登場の背景
アール・ブリュットという概念が生まれたのは20世紀前半になってからのことである。西欧社会が制度化された規範から逸脱したものに対して、長い間関心を寄せてこなかったため、それ以前にはアール・ブリュット作品はほとんど見当たらない。
19世紀前半に発達したアカデミーの制度は正しい絵画技法を要求しその範疇にない芸術表現を二流の地位へと追いやったが、写真が発明された後はゴッホやゴーギャンのような革新者に満ちあふれており、19世紀末にはアカデミーに入ることは既に目標ではなくなっていた。彼らが既存の価値観から脱却しようとして目を向けたのは，それまでの美の規範や社会の評価から距離を置くものであり、「狂気（精神病者の芸術）」がその一つである。
スイスの精神科医ヴァルター・モルゲンターラー（Walter Morgenthaler 1882-1965）がヴァルダゥ精神病院にてアドルフ・ヴェルフリ（Adolf Wölfl i 1864-1930）の造形表現と制作活動に注目し，著作を発表した。

### 「アール・ブリュット」概念の誕生
「アール・ブリュット」の概念を提唱し、アール・ブリュット作品の大半を発見したのは、フランスの画家であるジャン・デュビュッフェである。デュビュッフェは1923年にハイデルベルク大学付属精神病院の医師ハンス・プリンツホルンの著書『精神病者の芸術性』を入手しており、1945年にはこの著書にあるような患者や作品を探してフランスやスイスの精神病院を訪ねた。そうして、アドルフ・ヴェルフリの遺作や、アロイーズ・コルバス、ルイ・ステールに出会った。それまで「精神病患者の芸術」、「精神分裂病の芸術」などと呼ばれることが多かった作品を医学の分野から切り離すために「アール・ブリュット」という造語を用いた。デュビュッフェは、精神の深淵の衝動が生のままむき出しに表出され、美しい造形に対する反文化的な造形だと考えていた。19世紀から1920年代までは、精神科医に患者の作品が認識されだした時期であり、その後1945年からデュビュッフェはそうした作品が芸術だと認知されるよう取り組んだ。1947年にはパリに「アール・ブリュット館」をつくり、アール・ブリュット協会を設立した。1949年には大規模なアール・ブリュット展を開催している。デュビュッフェのコレクションは1967年に、パリ装飾美術館にて初めて展示された。これをもってアウトサイダー・アートが公的に認知されたとされる。また、1976年には、スイスのローザンヌに「アール・ブリュット・コレクション」を開館させた。
デュビュッフェの死後、一般にも認知されるようになり精神医学は関係なくなり、インサイドに取り込まれようとしている。19世紀末からの古典期は患者の作品が集められたが、（1950年代に）治療法が変わり抗精神病薬が登場し入院期間が短期化されると、精神病院からの作品の供給は途絶えてこそいないが、かなり変化した。（日本では社会的入院の問題が残っており事情が異なる）

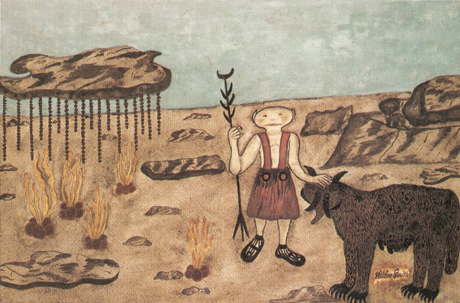
19世紀末の有名な心霊術師であったスイスのエレーヌ・スミスの『超火星の風景』（1900年）は、火星の住人にとりつかれたとし、幻視として詳細に火星を見ており、その絵を描くようになり、また火星の文字を書き、その言葉を話したという際に書かれた。

### 「アール・ブリュット」「アウトサイダー・アート」の展開
イギリスの美術評論家のロジャー・カーディナルは、1972年の著書『アウトサイダー・アート』においてアウトサイダー・アートという言葉を最初に使った。デュビュッフェが1945年に、アール・ブリュットと呼んだのは、強迫的幻視者や精神障害者の作品である。一方カーディナルによれば、アウトサイダー・アートとは、強迫的な幻視者や精神障害者などの社会の外側に取り残された者の作品で、美術教育を受けていない独学自習であるということである。つまり、カーディナルは概念を広げ、精神障害以外にも主流の外側で制作する人々を含めたのである。カーディナルの基準とは、訓練されずに、歴史的分類に規定されるような作品を作りたいという衝動である。そうして、プリミティブ・アートや、民族芸術、ホームレスの作品などが含められるようになった。
1989年にイギリスでアウトサイダー・アートの専門誌である Raw Vision が創刊されたが、同誌はアール・ブリュット、コンテンポラリー・フォーク・アート（大衆芸術）、幻視芸術のような同類の分野も取り扱っている。アウトサイダー・アートという言葉はアール・ブリュットよりも広く、大衆芸術、幻視芸術のような他の用語を取り込んでいっており、その範囲は極めて拡大していっておりあらゆる新しいジャンルを含めていっている。
「アウトサイダー・アート」という言葉が広く理解されるようになったきっかけは「パラレル・ヴィジョン－20世紀美術とアウトサイダー・アート」展の開催である。この展覧会は，1992年から93年にロサンゼルスのカウンティ美術館で開かれ、マドリード、バーゼルを巡回した後、1993年9月から12月にかけて東京の世田谷美術館でも開催された。コンパルシヴ（強迫観念にとらわれた）、アントート（教育によらない）、ヴィジョナリー（幻視的）といった特徴のある作家が集められた。これはデビュッフェが、アール・ブリュットと定義した概念と似ている。企画者のモーリス・タックマンは、当初、部族のシャーマン的美術やアボリジニの樹皮絵画、アクリル絵画、精神病院に隔離され完全に阻害された人々の美術を含めようとしていたが、収拾がつかなくなったのか、強迫的幻視者と精神病者の造形に縮小された。そこには心霊術者エレーヌ・スミスやマッジ・ギルの作品も含まれた。

## 美術史上の議論
ゴッホの扱いはやっかいであり、1950年代のベストセラーであるコリン・ウィルソンの『アウトサイダー』では幻視者という理由でアウトサイダーだとされている。しかし、デュビュッフェはゴッホを既成の芸術だと捉え、タックマンは精神を病み独学自習であったが、プロの芸術家であるためアウトサイダーではないと断っている。

## 障害者アートとの関係

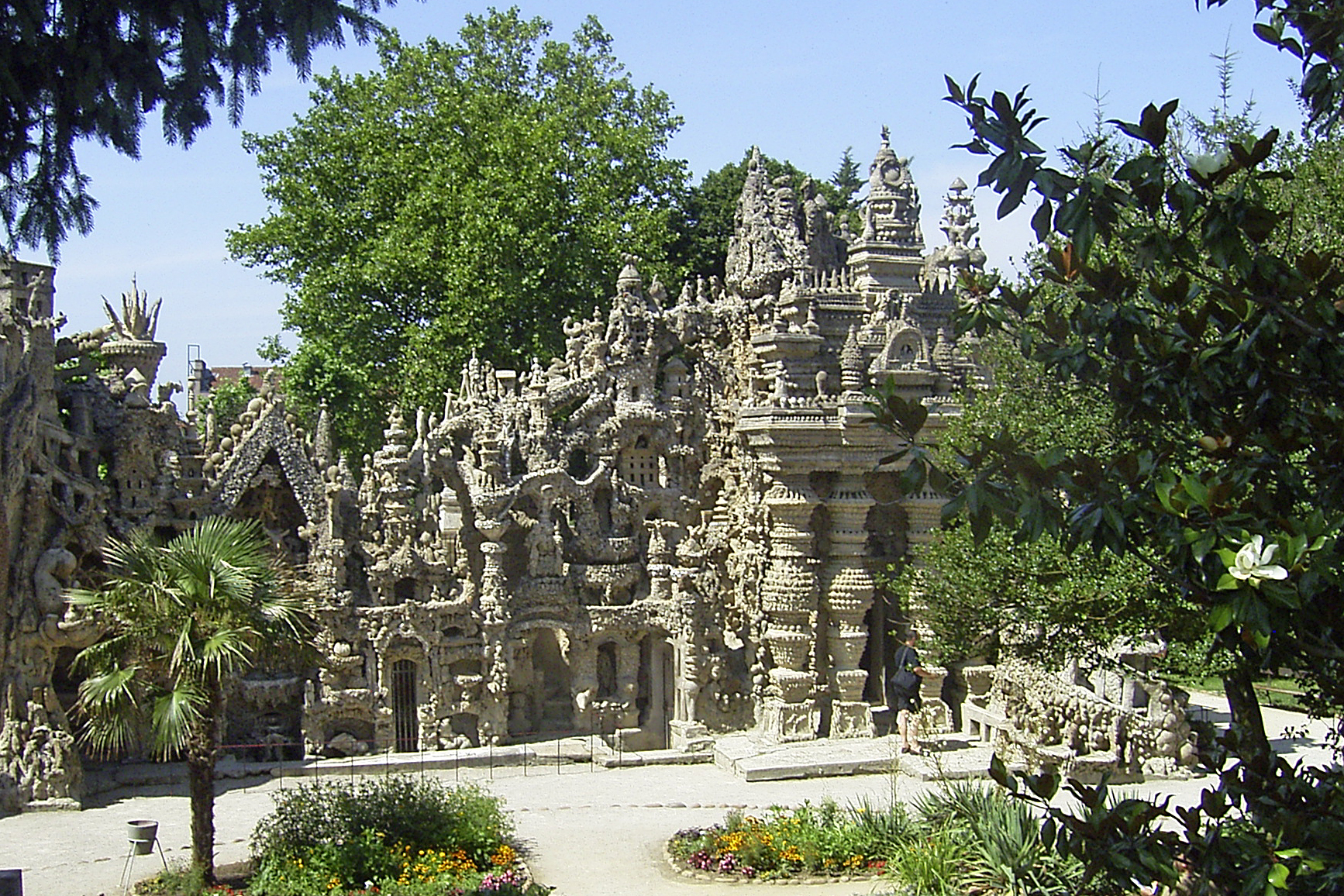
「シュヴァルの理想宮」。幻視の風景（Visionary environment）と呼ばれる造形されたアウトサイダー・アートの例

日本ではアウトサイダーアートというと知的障害者、精神障害者あるいは精神病患者が精神病院内におけるアートセラピー（芸術療法、クリエイティヴ・セラピーの一種）などで描いた絵画と思われることが多い。しかしヨーロッパでは障害者アートがアウトサイダー・アートの市場に占める割合は全体の半分程度と見られている。芸術作品で生計を立てたり、既存の団体に発表することなく、独学で孤独に作品を作り続けた人達、刑務所などで初めて絵画に取り組んだ人達などの作品も含む。

## 日本における名称
日本では，2000年ぐらいまでは「アウトサイダー・アート」が多く使われていたが，最近は「アール・ブリュット」が多く使われている。
日本の障害者福祉の世界ではアウトサイダー・アートという語は本来の意味（正規の美術教育訓練を満了していない独学で、主流から外れている様子）が誤解され、障害者の社会的包摂に反するものとして根強い反発がある。こうした経緯もあり、国内特有の言葉として，「エイブル・アート（able art）」という言葉が1990年代後半から2000年代まで使われていた。障害者アートにエイブル・アートと名付けている団体もある。「エイブル アート」は商標登録もされている 。

## 各国での状況
デュビュッフェによるコレクションは、現在スイス・ローザンヌ市に寄贈されアール・ブリュット・コレクションとして所蔵されている。また、他にも重要なコレクションは欧州、アメリカ、ロシアで公共財となっている。アウトサイダー・アートのための画廊も増加している。
欧州では、主として独学の強迫的幻視者や精神障害者による造形を指し、アメリカではより広くフォーク・アート、民族芸術などアウトサイダーのグループや個人までが含まれる。日本ではアウトサイダー・アートは障害者アートと捉えられている。

### イギリス
イギリスでは1981年にロンドン・ヘイワード・ギャラリーでの大規模なアウトサイダー・アート展が開催され、それに続いてアウトサイダー・アーカイヴ（コレクションの収集）が開設された。デュビュッフェのカンパニー・ド・アール・ブリュのメンバーであったヴィクター・マスグレイブがそのコレクションを築いており、1979年よりロジャー・カーディナルとで企画したこの展覧会は、イギリスのアウトサイダー・アートの紹介として成功を収めた。マスグレイブは1984年に死去し、モニカ・キンリーらが収集の意思を引き継いだ。このマスグレイブ・キンリー・アウトサイダー・アート・コレクションは、800以上の作品のコレクションを持ち、アイルランド現代美術館に10年間貸し出された後、マンチェスター大学のウィット・ワース・アート・ギャラリーに贈呈された。

### オーストリア
1981年に設立された、オーストリアのウイーン郊外にあるマリア・グギング国立精神病院の中にグギング芸術家の家があり、入院患者のうち絵画の才能のある人たちが居住して創作活動を行っており、アウトサイダー・アートの拠点となっている。1990年にはここの芸術家や詩人が国家芸術賞を受賞した。2000年には、その生活風景が五十嵐久美子による映画『遠足 - Der Ausflug』となり、2006年には建物の一部が美術館に改修された。

### アメリカ
アメリカでは、1992年にロサンゼルスでの「パラレル・ヴィジョン」展を期に、翌年からアウトサイダー・アート・フェアが開始された。1996年にニューヨークで開催された、第4回アウトサイダー・アート・フェアでは、10ドルの入場料の中人々が訪れ、作品には主流の芸術に劣らぬ数万ドルの値が付いた。2016年にもなお「アウトサイダー・アート・フェア・ニューヨーク2016」が開催されている。また、レヴェッカ・ホフバーガーは、ワシントン北部のボルチモアに国立美術館としての認可を受けたアメリカン・ヴィジョナリーアート・ミュージアムを創設しており、乱用されているアウトサイダーという言葉の代わりにヴィジョナリーという言葉を用いた。

### 日本
1954年に瀧口修三が『美術手帖』10月号でデュビュッフェを紹介し「ラール・ブリュ」として言葉を紹介した。

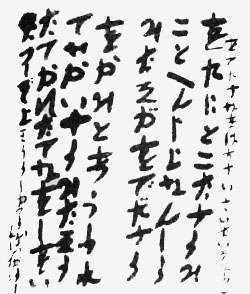
出口なおの「おふでさき」

大本という新興宗教は、読み書きのできなかった出口なおの神がかかりによってはじまり、なおが昼夜問わず霊媒によって自分でもよくわからないままに神の言葉の自動書記を続けたとされるが、この「おふでさき」は造形的にも高く評価でき、また、なおの末娘の婿である出口王仁三郎（おにざぶろう）の耀盌（ようわん）と呼ばれる楽茶碗は、特に学んだわけでもない王仁三郎による、赤、黄、ピンクなど華麗な発色を持つ芸術的な感性として、塩田純一が言及している。
日本において話題になりその名が知れ渡った契機は、1993年に世田谷美術館で巡回開催された「パラレル・ヴィジョン」展である。同時期に同美術館は、日本における障害者や幻視者の作品を紹介し、小笹逸男、草間彌生、古賀春江、坂上チユキ、福村惣太夫、山下清、吉川敏明、渡辺金蔵の作品が展示された。この時の日本のアウトサイダー・アートの紹介は小規模な展示ではあるが、これまでの日本の美術界がまとまった形でほとんど行ってこなかったため、重要な第一歩だと解説されている。
1995年には日本でエイブル・アートが提唱され、各地の福祉施設での活動が連携して大々的に展覧会が開催されるようになる。2008年には日本各地でアール・ブリュット展が行われ、スイス・ローザンヌ市で日本人12人によるアール・ブリュット展が行われた。
2010年に「アール・ブリュット・ジャポネ」展がパリで開催された。同展は2011年に埼玉県立近代美術館、新潟市美術館、福岡市美術館に巡回し、「障害者の作品」が広く知られるようになった。2020年東京パラリンピックによって、障害者のアート活動が日本の国をあげて取り組まれるようになった。

## 作品

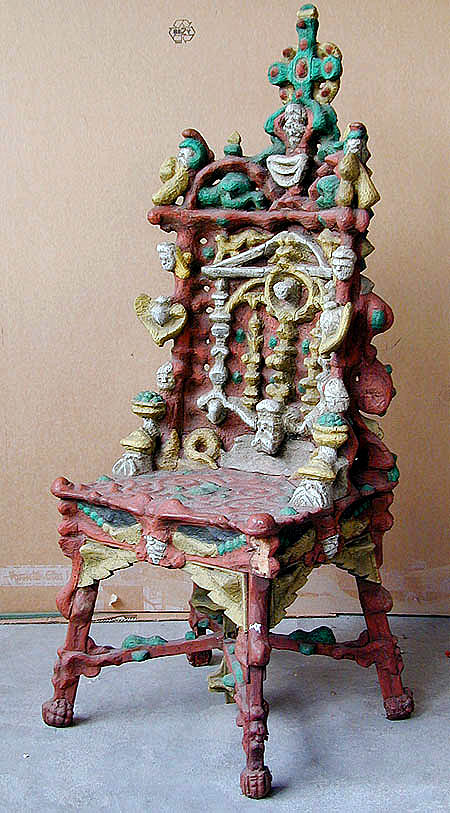
カール・ユンカー（英語版）「椅子」
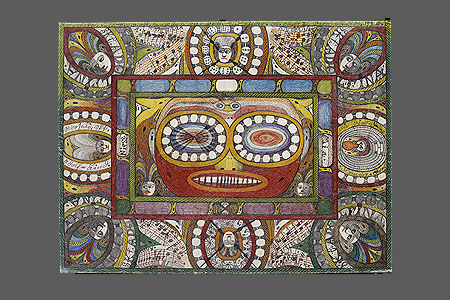
アドルフ・ヴェルフリ（英語版）、Saint Adolf portant des lunettes、1924年。
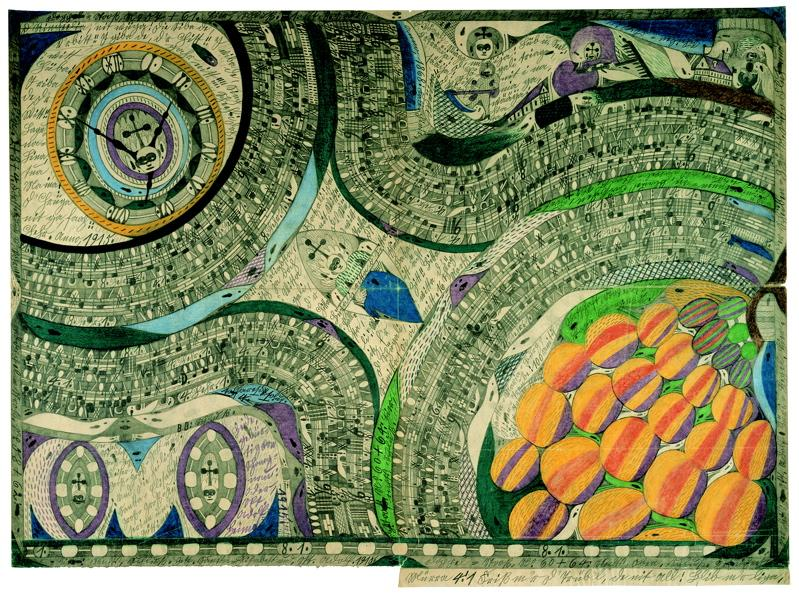
同、Santta-Maria-Burg-Riese-Traube, 1915年。
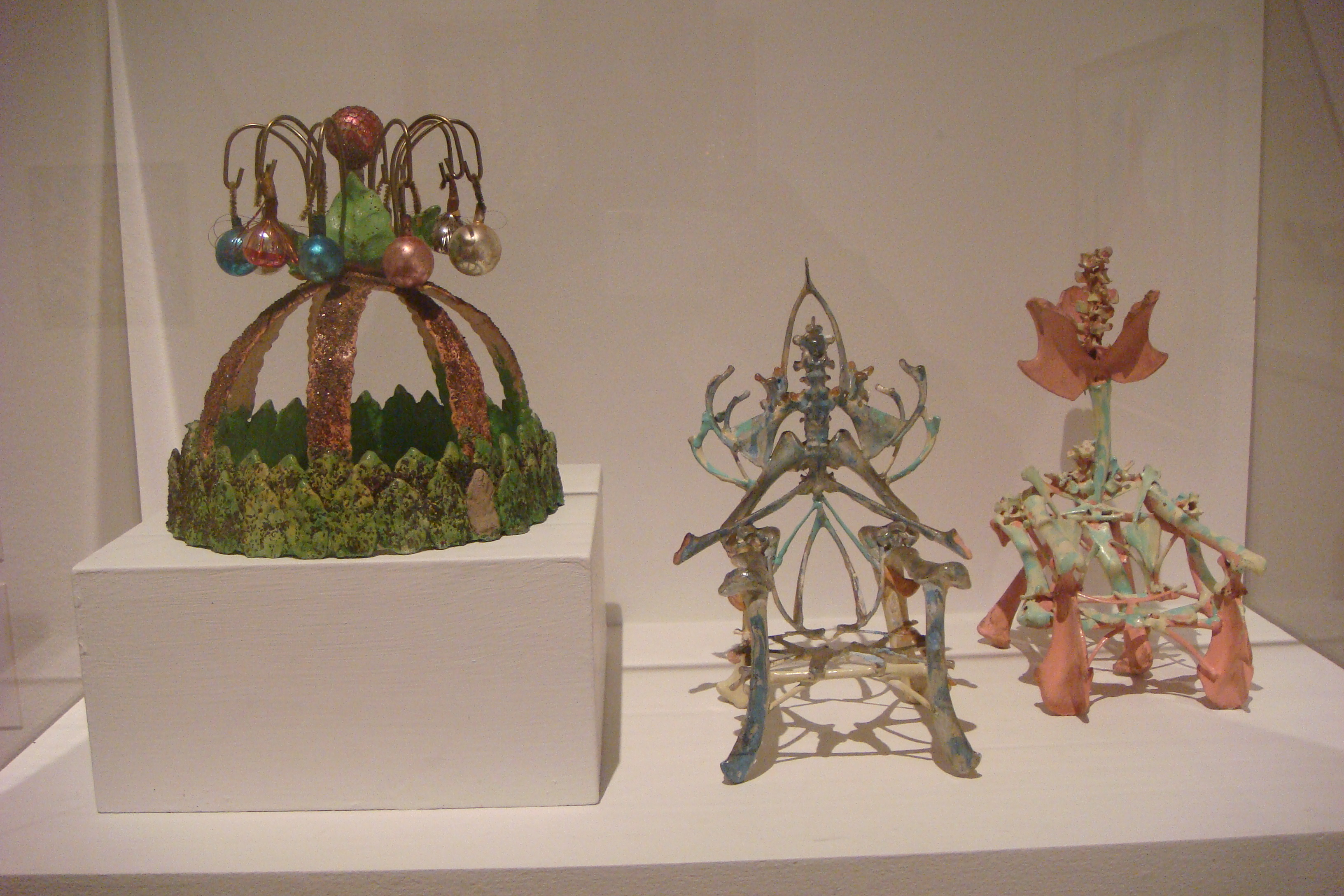
ユージン・ヴォン・ブルチェンハイン（英語版）のオブジェ(ミルウォーキー美術館（英語版）所蔵)
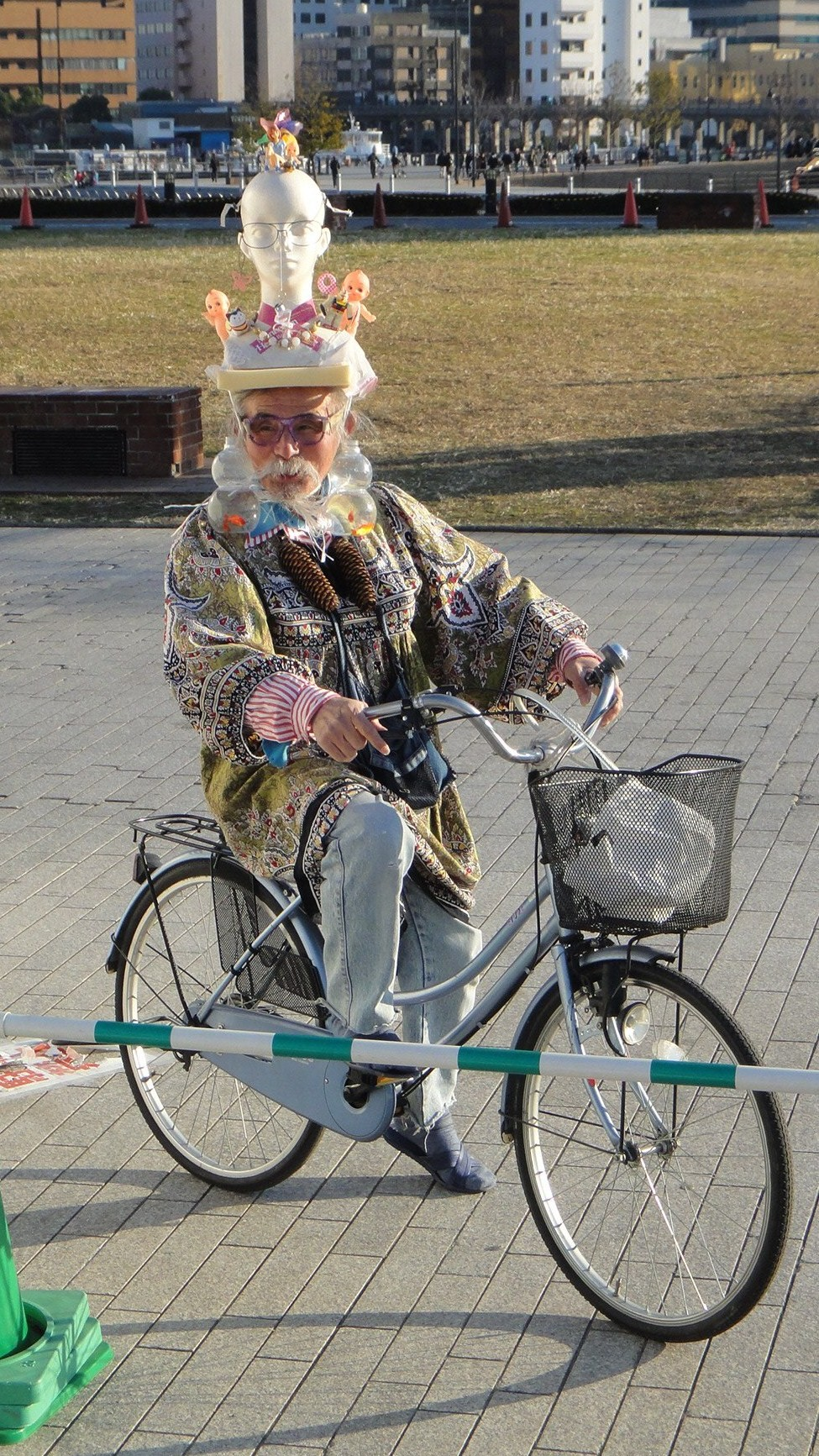
宮間英次郎、2011年、横浜にて。

## 主な作家
- ルイス・ウェイン（精神病発症後の作品。もともとは、猫の画家として人気のあった職業画家）
- ミカロユス・チュルリョーニス（19世紀末リトアニアの画家、作曲家）
- ヘンリー・ダーガー（『非現実の王国で』の作者）
- アレクサンドル・ロバノフ
- フリードリヒ・シュレーダー・ゾンネンシュターン